# Dick Powell
Richard Ewing Powell, conhecido como Dick Powell (Mountain View, 14 de novembro de 1904 – West Los Angeles, 2 de janeiro de 1963), foi um cantor, ator, produtor e diretor de cinema estadunidense. Teve o auge de sua popularidade durante a Era de Ouro de Hollywood, atuando em grandes musicais e, mais tarde, aparecendo em filmes dramáticos.

## Biografia
Powell nasceu em Mountain View, a sede do Condado de Stone no norte do Arkansas. A família mudou-se para Little Rock em 1914, onde Powell cantou em corais de igrejas e com orquestras locais e fundou sua própria banda. Powell formou-se no Little Rock College, antes de iniciar sua carreira de entretenimento como cantor na Royal Peacock Band, que percorreu todo o meio-oeste.
Durante este tempo, casou-se com Mildred Maund, uma modelo, mas ela estava insatisfeita com a ausência frequente de Powell devido suas viagens com a banda e eles logo se divorciaram. Mais tarde, ele se juntou à Orquestra de Charlie Davis, baseada em Indianápolis. Ele gravou vários discos com Davis e por conta própria, para o selo Vocalion no final dos anos 20.

## Estrelato

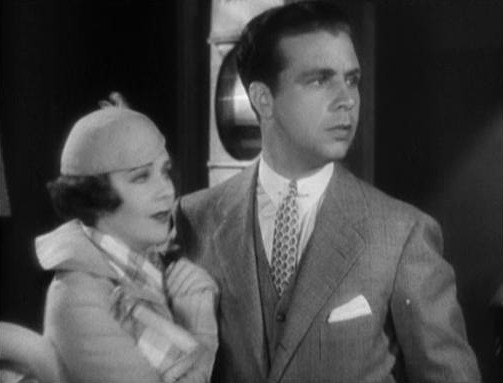
Dick Powell ao lado de Ruby Keeler em Gold Diggers of 1933 (1933).

Powell mudou-se para Pittsburgh, onde conseguiu grande sucesso local como Mestre de Cerimônias no Enright Theatre e no Stanley Theatre. 

### Warner Bros.
Em abril de 1930, a Warner Bros. comprou a Brunswick Records, que na época possuía a Vocalion. A Warner Bros. ficou impressionada com o canto e presença de palco de Powell e lhe ofereceu um contrato de cinema em 1932. Ele fez sua estréia no cinema como um líder de banda em Blessed Event (1932).
Ele foi emprestado para a Fox para apoiar Will Rogers em Too Busy to Work (1932). Ele era um crooner de menino, o tipo de papel em que ele se especializou nos anos seguintes. De volta à Warner, ele apoiou George Arliss em The King's Vacation (1933), e esteve em 42nd Street (1933), interpretando amigo que se apaixona por Ruby Keeler. O filme foi um grande sucesso.
Warner fez com que ele basicamente repetisse o papel em Gold Diggers of 1933 (1933), outro grande sucesso. Assim também foi em Footlight Parade (1933), com Keeler e James Cagney.
Powell foi escalado para estrelar College Coach (1933), em seguida participou de filmes como Convention City (1933), Wonder Bar (1934), Twenty Million Sweethearts (1934) e Dames (1934). 

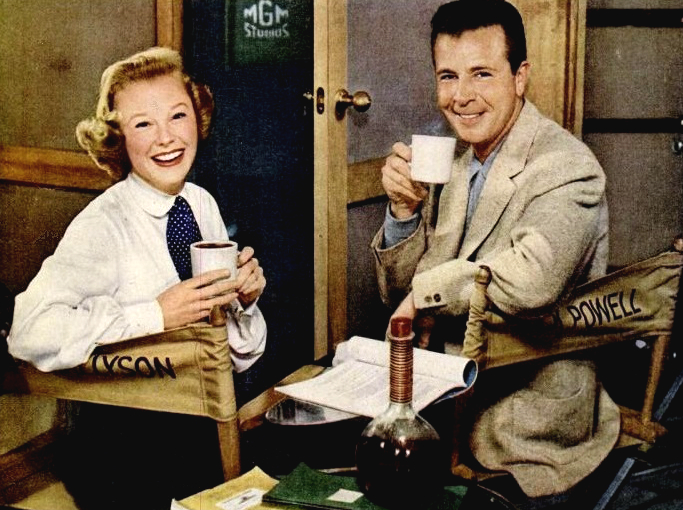
Powell e June Allyson tomando um cafézinho no set da MGM em 1952.

Happiness Ahead (1934) foi mais um veículo de estrelas para Powell, assim como Flirtation Walk (1934). Ele foi protagonista em Gold Diggers of 1935 (1935) e Broadway Gondolier (1935), ambos com Joan Blondell. Ele apoiou Marion Davies em Page Miss Glory (1935), feito para a Cosmopolitan Pictures, uma produtora financiada pelo amante de Davies, William Randolph Hearst, que foi lançado pela Warner.
Warner deu-lhe uma mudança de ritmo, lançando-o como Lysander em Sonho de Uma Noite de Verão (1935).
Mais típico foi Shipmates Forever (1935) com Keeler. A 20th Century Fox pediu emprestado para Thanks a Million (1935) e depois para a Warner ele fez Colleen (1936) com Keeler e Blondell. Powell se reuniu com Marion Davies em outro para Cosmopolitan, Hearts Divided (1936), interpretando o irmão de Napoleão.
Ele fez dois com Blondell, Stage Struck (1936) e Gold Diggers of 1937 (1936). Então a 20th Century Fox pediu emprestado novamente para On the Avenue (1937).
De volta a Warner: The Singing Marine (1937), Varsity Show (1937), Hollywood Hotel (1938), Cowboy from Brooklyn (1938), Hard to Get (1938), Lugares Indesejáveis(1938) e O Queridinho das Titias (1939). Cansado da natureza repetitiva desses papéis, Powell deixou a Warner Bros. e foi trabalhar para a Paramount.

#### Paramount
Na Paramount ele e Blondell estavam em uma comédia romântica, I Want a Divorce (1940). Então Powell teve a chance de aparecer em Natal em Julho (1940), uma comédia maluca que foi o segundo longa dirigido por Preston Sturges.
Foi emprestado para a Universal para apoiar Abbott e Costello em In the Navy (1941), um dos filmes mais populares de 1941. Na Paramount ele teve uma participação especial em Star Spangled Rhythm (1943) e co-estrelou com Mary Martin em Happy Go Lucky (1943). Ele apoiou Dorothy Lamour em Riding High (1943).
Ele esteve em uma comédia de fantasia dirigida por René Clair, It Happened Tomorrow (1944), em seguida, foi para a MGM para aparecer ao lado de Lucille Ball em Meet the People (1944), que foi um fracasso de bilheteria.

## "Cara durão"
Na década de 1940, Powell sentiu que estava velho demais para interpretar papéis românticos juvenis, então ele fez um teste para o papel principal em Double Indemnity. Ele perdeu para Fred MacMurray, outro cara legal de Hollywood. O sucesso de MacMurray, no entanto, alimentou a determinação de Powell em buscar projetos com maior alcance.
Powell estrelou o programa musical Campana Serenade, que foi transmitido pela rádio NBC (1942-1943) e pela rádio CBS (1943-1944). [5]
Em 1944, a carreira de Powell mudou drasticamente quando ele foi escalado para o primeiro de uma série de filmes noir, como o detetive particular Philip Marlowe em Murder, My Sweet, dirigido por Edward Dmytryk na RKO. O filme foi um grande sucesso, e Powell reinventou-se como um ator dramático. Ele foi o primeiro ator a interpretar Marlowe - pelo nome - em filmes (Hollywood já havia adaptado alguns romances de Marlowe, mas com o personagem principal mudado). Mais tarde, Powell foi também o primeiro ator a interpretar Marlowe no rádio, em 1944 e 1945, e na televisão, em um episódio de 1954 de Climax!. Powell também interpretou o detetive Richard Rogue na série de rádio "Rogue's Gallery", a partir de 1945.
Em 1945, Dmytryk e Powell voltaram a fazer o filme Cornered, um suspense emocionante pós-Segunda Guerra Mundial que ajudou a definir o estilo noir do filme.
Para Columbia, ele interpretou um detetive em Johnny O'Clock (1947) e fez Até os Confins da Terra (1947). Em 1948, ele saiu do tipo brutal quando estrelou em Pitfall, um filme noir em que um trabalhador da companhia de seguros entediado se apaixona por uma mulher inocente mas perigosa, interpretada por Lizabeth Scott.
Ele ampliou seu alcance aparecendo em um filme de velho oeste, Station West (1948) e um conto da Legião Estrangeira Francesa, Regimento de Rogues (1949). Ele foi Mountie em Sra. Mike (1950).
De 1949 a 1953, Powell desempenhou o papel principal na produção do teatro de rádio da NBC, Richard Diamond, Private Detective. Seu personagem nos 30 minutos semanais era um simpático detetive particular com um raciocínio rápido. Muitos episódios terminaram com o Detetive Diamond tendo uma desculpa para cantar uma pequena canção para o seu encontro, mostrando as habilidades vocais de Powell. Muitos dos episódios foram escritos por Blake Edwards. Quando Richard Diamond chegou à televisão em 1957, o papel principal foi interpretado por David Janssen, que não cantou na série. Antes da série Richard Diamond, ele estrelou em Rogue's Gallery. Ele interpretou Richard Rogue, detetive particular. A persona irônica Richard Diamond desenvolvida na série Rogue.
Powell fez uma pausa nos papéis de durão em The Reformer and the Redhead (1950), contracenando com June Allyson. Então voltou aos filmes mais difíceis: Right Cross (1950), um filme de boxe, com Allyson; Cry Danger (1951), como um ex con; O Alvo Alto (1951), na MGM dirigido por Anthony Mann, interpreta um detetive que tenta impedir o assassinato de Abraham Lincoln.
Ele voltou para a comédia com You Never Can Tell (1951). Ele teve um bom papel no popular melodrama da MGM, The Bad and the Beautiful (1952). Sua última performance cinematográfica foi em uma comédia romântica Susan Slept Here (1954), do diretor Frank Tashlin.
Mesmo quando ele apareceu em filmes mais leves como Reformer, Redhead e Susan Slept Here, ele nunca cantou em seus papéis posteriores. Este último, sua última aparição na tela em um filme, incluiu um número de dança com a co-estrela Debbie Reynolds.

## Diretor
À essa altura, Powell havia se tornado diretor. Sua estréia foi no longa-metragem Split Second (1953) na RKO. Ele seguiu com The Conqueror (1956), co-produzido por Howard Hughes, estrelado por John Wayne como Genghis Khan. As cenas externas foram filmadas em St. George, Utah, próximo ao local onde o exército americano fez testes com armas nucleares. O elenco e a equipe totalizaram 220 e, desse número, 91 desenvolveram algum tipo de câncer até 1981, e 46 já haviam morrido de câncer até então, incluindo Powell e Wayne.
Ele dirigiu Allyson ao lado de Jack Lemmon em You Can't Run Away From It (1956). Powell então fez dois filmes de guerra na Fox com Robert Mitchum, O Inimigo Abaixo (1957) e Os Caçadores (1958).

## Televisão
Na década de 1950, Powell foi um dos fundadores da Four Star Television,  juntamente com Charles Boyer, David Niven, e Ida Lupino. Ele apareceu e supervisionou vários shows para essa emissora. Powell fez o papel de Willie Dante em Four Star Playhouse, em episódios intitulados "Dante's Inferno" (1952), "O Squeeze" (1953), "The Hard Way" (1953) e "The House Always Wins" (1955). Em 1961, Howard Duff, marido de Ida Lupino, assumiu o papel de Dante em uma série de aventura de curta duração da NBC, Dante, ambientada em uma boate de São Francisco chamada "Dante's Inferno".
Powell estrelou em inúmeros programas Four Star, incluindo uma aparição em 1958 na comédia de Duff-Lupino Mr. Adams and Eve. Ele apareceu em 1961 em um drama policial The Law and Mr. Jones, de James Whitmore, na ABC. No episódio "Everybody Versus Timmy Drayton", Powell interpretou um coronel tendo problemas com seu filho. Pouco antes de sua morte, Powell cantou em câmera pela última vez em uma participação no astro de Four Star, Ensign O'Toole , cantando "A Canção dos Marines", que ele cantou pela primeira vez em 1937 no filme The Singing Marine. Ele hospedou e, ocasionalmente, estrelou em seu Zane Gray Theatre of Dick Powell na CBS de 1956 a 1961, e sua antologia final, The Dick Powell Show, da NBC, de 1961 a 1963; após sua morte, a série continuou até o final de sua segunda temporada (como The Dick Powell Theatre ), com apresentadores convidados.

## Vida pessoal
Dick Powell foi casado por três vezes:
- Mildred Maund (1925-1927)
- a atriz Joan Blondell (casou em 19 de setembro de 1936 e se divorciou em 1944). Desse casamento ele teve a filha Ellen e adotou o filho Norman.
- a atriz e cantora June Allyson (19 de agosto de 1945 até a data da morte dele). Ele teve mais dois filhos: Pamela (adotada) e Richard Powell, Jr.

Powell tinha uma propriedade em Mandeville Canyon, Los Angeles, que foi usada como cenário para o programa de televisão Hart to Hart. Robert Wagner, o ator que interpretava Jonathan Hart na série, ficou muito amigo dos Powell.

## Cultura popular
No desenho de 1937 de Frank Tashlin chamado The Woods are Full of Cuckoos, apareceu uma caricatura de Powell, que foi chamado de "Dick Fowl".

## Filmografia

### Como ator
| - Blessed Event (1932) - Big City Blues (1932) (1932) - Too Busy to Work (1932) - The King's Vacation (1933) - 42nd Street (1933) - Gold Diggers of 1933 (1933) - Footlight Parade (1933) - College Coach (1933) - Convention City (1933) - Wonder Bar (1934) - Twenty Million Sweethearts (1934) - Dames (1934) - Happiness Ahead (1934) - Flirtation Walk (1934) - Gold Diggers of 1935 (1935) - Broadway Gondolier (1935) - Page Miss Glory (1935) - A Midsummer Night's Dream (1935) - Shipmates Forever (1935) - Thanks a Million (1935) - Colleen (1936) - Hearts Divided (1936) - Stage Struck (1936) - Gold Diggers of 1937 (1936) - On the Avenue (1937) - The Singing Marine (1937) - Varsity Show (1937) - Hollywood Hotel (1937) - Cowboy from Brooklyn (1938) - Hard to Get (1938) | - Going Places (1938) - Naughty but Nice (1939) - I Want a Divorce (1940) - Christmas in July (1940) - Model Wife (1941) - In the Navy (1941) - Star Spangled Rhythm (1942) - Happy Go Lucky (1943) - Riding High (1943) - True to Life (1943) - It Happened Tomorrow (1944) - Meet the People (1944) - Murder, My Sweet (1944) - Cornered (1946) - Johnny O'Clock (1947) - To The Ends of the Earth (1948) - Pitfall (1948) - Station West (1948) - Rogues' Regiment (1948) - The Carpa Follies (1949) - Mrs. Mike (1949) - The Reformer and the Redhead (1950) - Right Cross (1950) - Cry Danger (1951) - The Tall Target (1951) - You Never Can Tell (1951) - Callaway Went Thataway (1951) (cenas cortadas) - The Bad and the Beautiful (1952) - Susan Slept Here (1954) |

### Como diretor
- Split Second (1953)
- The Conqueror (1956)
- You Can't Run Away from It (1956)
- The Enemy Below (1957)
- The Hunters (1958)

## Discos Notáveis
- "Dames"
- "Roses In December"